# كوماسي
كوماسي (بالإنجليزية: Kumasi)‏ هي مدينة في جنوب وسط غانا تقع في الغابات المطيرة وتبعد حوالي 250 كم برا شمال غرب العاصمة أكرا وتبعد كوماسي 300 ميل شمالا عن خط الاستواء كما تبعد 100 ميل شمال خليج غينيا وتعرف المدينة باسم (جاردن سيتي) أي مدينة الحدائق لما تحتويه من الكثير من الزهور والنباتات الجميلة.

## السكان
بلغ عدد سكان كوماسي حوالي 2.5 مليون نسمة في تعداد عام 2009 وتعتبر ثاني أكبر مدينة في غانا. حوالي 65% من سكان المدينة مسيحيون و 20% مسلمون والباقي (15%) لا يظهرون أي توجهات دينية.

## الاقتصاد
بسبب كميات الذهب الكبيرة الموجودة في المنطقة أصبحت كوماسي من أغنى مدن غانا وتعتبر أهم صادرات المدينة هي الخشب الصلب والكاكاو
تنتج كوماسي حوالي 50% من صناعة الأخشاب في غانا
من أهم معالمها السياحية المباني التقليدية الخاصة بشعب أسانتي .

## النقل
تحتوي كوماسي على مطار خاص بالمدينة كما يوجد بها خطوط سكة حديد تربطها بكل من مدينتي أكرا وتاكورادي ولكن بسبب الجبال الكبيرة التي تحيط بالمدينة من جهة الشمال فإن نظام السكة الحديدية لما يتجه إلى الشمال بعد.
كما ينتشر في المدينة وسائل نقل أخرى كسيارات الأجرة وغيرها ويوجد في المدينة أيضا وسائل نقل صغيرة تسمى (ترو-تروس) وهي الأكثر شيوعا نتيجة رخص أثمانها.

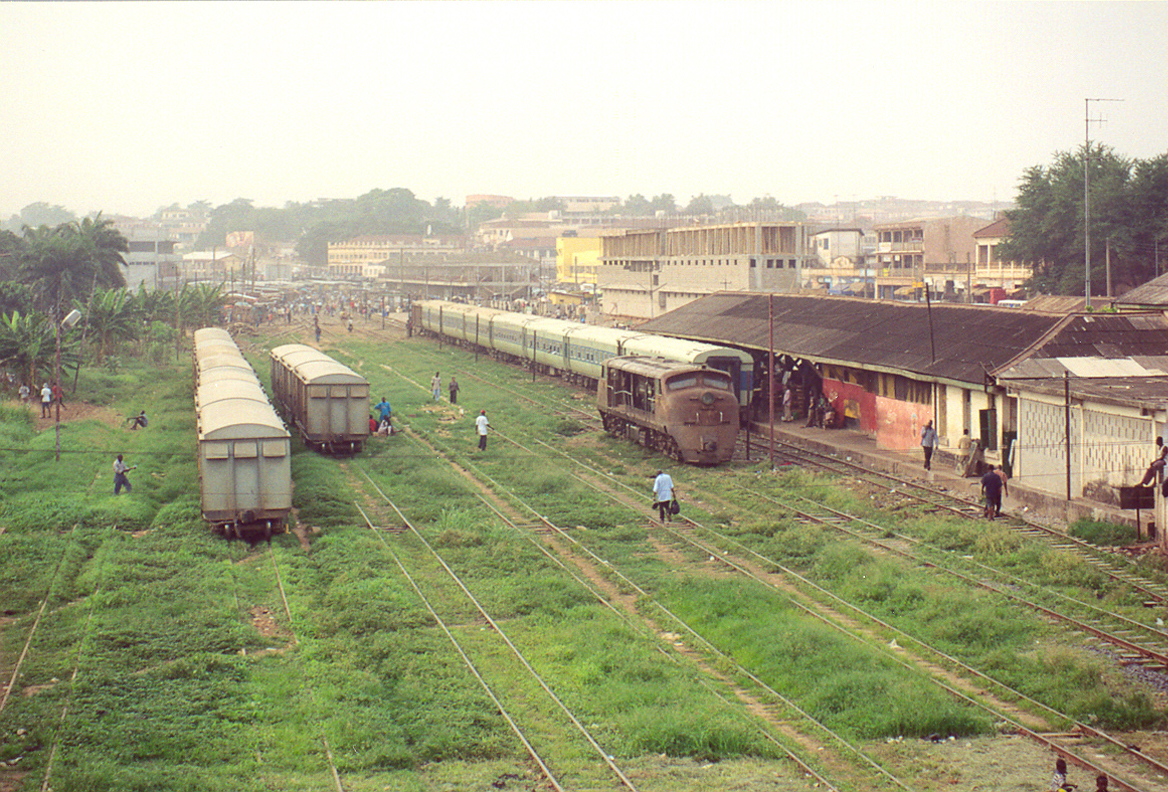
محطة قطارات كوماسي

## توأمة
لكوماسي اتفاقيات توأمة مع كل من:
- أبيدجان
- تريشفيل [الإنجليزية]‏
- أتلانتا
- ألمير
- تشارلوت
- كيتشنر
- نيوآرك
- بلدية تشواني [الإنجليزية]‏
- وينستون-سالم
- كولومبوس

## أعلام
- كوفي كينغستون
- جون بنتسيل
- إيمانويل فريمبونج
- جيمس كويسي أبياه
- بيغي كريبس
- هاريسون أفول